# اشتفان کرچمری
اشتفان کرچمری (انگلیسی: Štefan Krčméry; ۲۶ دسامبر ۱۸۹۲ – ۱۷ فوریهٔ ۱۹۵۵) مورخ، نویسنده، شاعر، مترجم، منتقد ادبی، و روزنامه‌نگار اهل اسلواکی بود.